# Mareike Peters

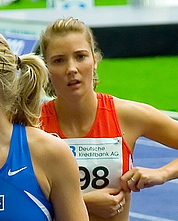
Mareike Peters beim ISTAF 2006 in Berlin

Mareike Peters (* 9. Januar 1986 in Aurich) ist eine deutsche Leichtathletin, die 2008 Deutsche Meisterin im 200-Meter-Lauf wurde.
Mareike Peters begann beim SV Georgsheil und wechselte dann zu TSV Bayer 04 Leverkusen. Sie wurde 2007 Deutsche Vizemeisterin in der Halle über 200 Meter. Im Sommer 2007 startete sie auch bei den U23-Europameisterschaften. Mit der deutschen 4-mal-100-Meter-Staffel in der Besetzung Anne-Kathrin Elbe, Verena Sailer, Mareike Peters und Anne Möllinger gewann sie in 43,75 s Silber hinter der russischen Staffel.
Bei den Deutschen Hallenmeisterschaften 2008 wurde sie erneut Zweite über 200 Meter. Mit der Leverkusener Hallenstaffel (Elbe, Peters, Schulz, Nwachukwu) wurde sie Deutsche Meisterin. In der Freiluftsaison gewann Peters dann ihren ersten Einzeltitel. Nachdem sie im Vorlauf in 23,52 s persönliche Bestzeit gelaufen war, siegte sie im Finale in 23,62 s.
2008 reiste Peters mit der deutschen 4-mal-100-Meter-Staffel als Ersatzläuferin zu den Olympischen Spielen in Peking. 2009, 2010 und 2011 wurde sie mit der 4-mal-200-Meter-Staffel vom TSV Bayer 04 Leverkusen erneut Deutsche Hallenmeisterin. Im Freien gewann die Leverkusener 4-mal-100-Meter-Staffel (Brandt, Tschirch, Peters, Oeser) den Deutschen Meistertitel 2011.
Mareike Peters hat bei einer Körpergröße von 1,67 m ein Wettkampfgewicht von 54 kg. Sie ist gelernte Bürokauffrau und Mitglied der Sportfördergruppe der Bundeswehr.

## Bestzeiten
- 100 Meter: 11,54 s (2008)
- 200 Meter: 23,52 s (2008) (in der Halle 23,50 s (2007))